# Apophylia consanguinea
Apophylia consanguinea là một loài bọ cánh cứng trong họ Chrysomelidae. Loài này được Allard miêu tả khoa học năm 1889.